# 巴拿馬九棘鱸
巴拿馬九棘鱸，為輻鰭魚綱鱸形目鱸亞目鮨科的其中一種，分布於東太平洋區，從加利福尼亞灣至厄瓜多海域，棲息深度可達80公尺，體長可達31公分，棲息在岩礁區，為底棲性魚類，屬肉食性，生活習性不明。

## 擴展閱讀
維基物種上的相關：巴拿馬九棘鱸